# Marabout Flash
 (janvier 2023).
 (juin 2016).
Marabout Flash est une collection de l'ancienne maison d'édition belge Marabout, basée à Verviers.
Près de 500 titres ont été édités entre 1959 et 1984 :
- numéros 1 (1959) à 356 (1973), éditions Gérard et C°, Verviers ;
- numéros 357 (1973) à 390 (1977), Marabout s.a., Verviers ;
- numéros 391 (1977) à 482 (1984), s.a. Les Nouvelles éditions Marabout, Verviers.

## Présentation

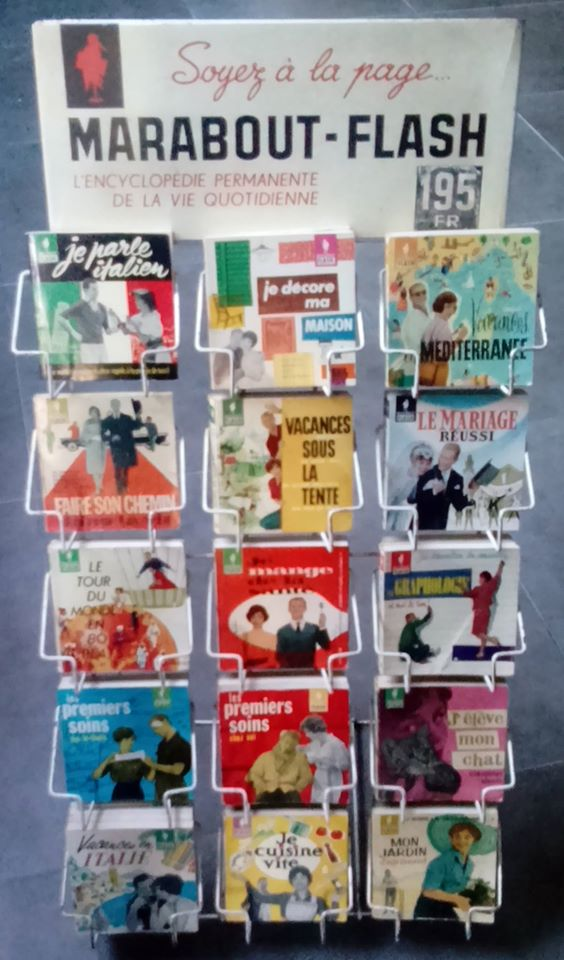
Premier modèle de présentoir conçu pour disposer les Marabout Flash en libraire. Libellé en anciens francs français, il date de 1959.

Il s'agit de livres-conseils, une « Encyclopédie de la vie quotidienne » qui sera plus tard décliné en différentes catégories : tourisme / langues, cuisine, maison, savoir-vivre, sport / jeux, psychologie / succès, beauté / santé, bricolage / passe-temps. Au début de la collection, ces thèmes ne sont pas aussi fixés. On trouve ainsi une série de volumes sur l'aviation civile et militaire, les seuls dont l'auteur est mentionné sur la couverture, un titre sur le jazz adapté de l'ouvrage de Bernard Heuvelmans De la bamboula au Be-Bop paru en 1951 aux éditions de La Main Jetée, ou encore un ouvrage consacré à Georges Simenon. La collection a aussi été adaptée pour des thématiques comme l'automobile (Auto-Flash, fin des années 1960) ou l'astrologie (Astral-Flash, années 1970 et 1980).
Certains titres ont été (ré)édités comme produits promotionnels et, pour la campagne législative française de 1978, la série actualités présente les partis qui se présentent aux élections.
La rédaction était confiée à divers auteurs ou parfois adaptée d'auteurs étrangers par des auteurs de la maison, sous la direction de Jean-Jacques Schellens. Les chapitres étaient agrémentés de dessins humoristiques (Lucien Meys jusqu’en 1977, puis Jean-Claude Salemi). Les couvertures étaient réalisées sous forme de montages par Henri Lievens jusqu’en 1967. On y voyait Monsieur et/ou Madame Flash mis dans différentes situations en rapport avec le thème du Flash. Monsieur et Madame Flash apparaissent systématiquement pour les 200 premiers titres, puis plus épisodiquement pour enfin disparaître. La couverture étant le premier point d'accroche, comme pour les autres collections phares de Marabout, il faut la présenter à la verticale.
L'éditeur invente un présentoir en fil métallique qui permet de présenter quinze Flash de face. En 1959, 2 000 librairies ont reçu ce présentoir avec les six premiers volumes de la collection.

## Format, tirages
Le format carré et réduit (environ 115 mm) avait été déterminé par un choix d’économie (possibilité d’imprimer trois titres du format Marabout Flash là où on imprimait deux Marabout de type poche). À l’origine la publication était dite hebdomadaire, mais le tirage se faisant par trois, on peut estimer qu'il y avait trois nouveautés par mois. Sur les dix premières années, 286 titres sont imprimés avec parfois de nombreuses rééditions sous une couverture parfois différente. 164 de ces titres ont dépassé les 50 000 volumes (et près de 200 000 pour 82 d'entre eux). Le total pour ces 286 titres avoisinerait les 20 millions d'exemplaires vendus.

## Dans d'autres langues ...
La collection a été partiellement traduite ou adaptée dans d'autres langues, notamment :
- en néerlandais, Maraboe Flash ;
- en italien, Marabout Flash ;
- en espagnol, Marabú Zas ;
- en portugais, Marabu Noticias ;
- en grec, Biblia Astrapi ;
- en anglais, Flash Books ;
- en finnois, Pika Tiet.